# Victoriaskolan
Victoriaskolan är en fristående skola i stadsdelen Vasastaden, Göteborg. Skolan startade 1992 i skolbyggnaden som tidigare användes av Nya Elementarläroverket för flickor. Innan dess har byggnaden används av Vasateatern.
Skolan har sin verksamhet i två byggnader. I den stora byggnaden, även kallad Läroverket av eleverna, går F-6-eleverna medan 7-9-eleverna går lite längre upp på gatan i lokalerna på Viktoriagatan 19-21.
Skolan har 460 elever i grundskoleklasserna, samt förskola och fritidshem.
Skolan har två valbara profiler, naturprofilen och språkprofilen. I den naturvetenskapliga profilen läser eleverna extra kemi, fysik, biologi och teknik och i den språkinriktade profilen läser eleverna extra tyska. Skolan har fortfarande anknytning till Tyskland och skolan firar högtider som till exempel "fasching", och eleverna åker i nian till Berlin, Tyskland.
Skolan hade tidigare namnet Tyska Skolan.